# فيلكس فاليرا
فيلكس فاليرا (بالإنجليزية: Felix Valera)‏ مواليد 19 يناير 1988 في سانتو دومينغو، هو ملاكم محترف دومينيكي يصنف ضمن فئة الوزن الثقيل بدأ مسيرته الاحترافية سنة 2012 حيث انتصر في نزاله الأول.

## المسيرة الاحترافية
من نزالاته:
- انتصر على ستانيسلاف كاشتانوف (2015).

## إحصائيات
خاض خلال مسيرته 14 نزالا، فاز في 13 وخسر في 1. فاز بالضربة القاضية في 12 نزالا.

## روابط خارجية
- فيلكس فاليرا على موقع بوكس ريك (الإنجليزية) (registration required)